# Грубешів (гміна)
Гміна Грубешів (пол. Gmina Hrubieszów) — сільська гміна у східній Польщі. Належить до Грубешівського повіту Люблінського воєводства.
Станом на 31 грудня 2011 у гміні проживало 10569 осіб.

## Площа
Згідно з даними за 2007 рік площа гміни становила 259.20 км², у тому числі:
- орні землі: 82.00 %
- ліси: 12.00 %

Таким чином, площа гміни становить 20.42 % площі повіту.

## Населення
Станом на 31 грудня 2011:
| Опис     | Загалом | Загалом | Чоловіки | Чоловіки | Жінки | Жінки |
| -------- | ------- | ------- | -------- | -------- | ----- | ----- |
| одиниця  | осіб    | %       | осіб     | %        | осіб  | %     |
| все      | 10569   | 100     | 5301     | 50.16    | 5268  | 49.84 |
| міське   | 0       | 100     | 0        |          | 0     |       |
| сільське | 10569   | 100     | 5301     | 50.16    | 5268  | 49.84 |

## Населені пункти
Гміна складається з 36 сіл, які, у свою чергу, кожне становить повноцінну адміністративну одиницю — солтиство:
- Аннополь — (Annopol);
- Богородиця — (Brodzica);
- Волиця — (Wolica);
- Волайовичі — (Wołajowice);
- Гусинне — (Husynne);
- Грудек — (Gródek);
- Дяконів — (Dziekanów);
- Діброва — (Dąbrowa);
- Кобло — (Kobło);
- Космів — (Kosmów);
- Козодави — (Kozodawy);
- Кулаковичі Перші — (Kułakowice Pierwsze);
- Кулаковичі Другі — (Kułakowice Drugie);
- Кулаковичі Треті — (Kułakowice Trzecie);
- Лотошин — (Łotoszyny);
- Масломичі — (Masłomęcz);
- Метелин — (Metelin);
- Меняни — (Mieniany);
- Монятичі — (Moniatycze);
- Монятичі-Колонія — (Moniatycze-Kolonia);
- Морочин — (Moroczyn);
- Новосілки — (Nowosiółki);
- Обровець — (Obrowiec);
- Степанковичі — (Stefankowice);
- Стефанковиці-Колонія — (Stefankowice-Kolonia);
- Сліпче — (Ślipcze);
- Свищів — (Świerszczów);
- Тептюків — (Teptiuków);
- Турколовка — (Turkołówka);
- Убродовиця — (Ubrodowice);
- Тихобір — (Cichobórz);
- Черничин — (Czerniczyn);
- Чортовець — (Czortowice);
- Чумів — (Czumów);
- Шпилокоси — (Szpikołosy);
- Янки — (Janki).

Поселення без статусу солтиства:
- Білошкури — (Białoskóry);
- Волинка — (Wołynka).

## Історія
Гміна Волость Грубешів утворена в 1867 р. у складі Грубешівського повіту Люблінської губернії Російської імперії. Територія становила 12 013 морги (приблизно 67,3 км²), було 4 023 мешканці.
У 1882 р. до складу волості входили:
1. Антонівка — фільварок
2. Богородиця — село
3. Білошкури — село
4. Черничин — село
5. Дяконів — село
6. Якубівка — фільварок
7. Казимирівка — село
8. Лотошин — село
9. Маківщина — фільварок
10. Михайлівка — фільварок
11. Морочин — село і фільварок
12. Побережани — село
13. Свищів — село і фільварок
14. Швайцари — фільварок
15. Шпилокоси — село і фільварок
16. Теосин — фільварок
17. Тересівка — фільварок
18. Тептюків — село
19. Війтівство — фільварок
20. Волиця — село

За переписом 1905 р. у волості було 5583½ десятин землі (приблизно 61 км²), 708 будинків і 5791 мешканець.
У 1912 р. волость разом з повітом перейшла до Холмської губернії.
У 1915 р. перед наступом німецьких військ російською армією спалені українські села і більшість українців були вивезені углиб Російської імперії, звідки повертались уже після закінчення війни. Натомість поляків не вивозили. В 1919 р. після окупації Польщею Холмщини волость перейменована на гміну Дяконів, у складі повіту включена до Люблінського воєводства Польської республіки.
Розпорядженням Ради Міністрів 27 червня 1930 р. вилучені зі гміни Дяконів село Побережани, колонії Побережани Приватні, Маківщина, Михайлівка, Тересівка, Війтисиво, Славетин, Млин Паровий, Некучне і фільварок Антонівка та приєднані до міста Грубешів.
1 квітня 1936 р. гміна Дяконів ліквідована з передачею сіл Білошкури, Дяконів, Морочин, Шпилокоси, Свищів і Тептюків до гміни Монятичі та сіл Богородиця, Черничин і Волиця — до гміни Мєняни.

## Сусідні гміни
Гміна Грубешів межує з такими гмінами: Білопілля, Городло, Грубешів, Мірче, Тшещани, Ухане, Вербковичі.